# 苑田和見
苑田 和見（そのだ かずみ、8月20日 - ）は、日本の漫画家。「ちゃお」「flowers」で執筆している。
1998年、「ちゃおDX」夏の増刊号に掲載された『信じる者は救っちゃおう!』でデビュー。代表作は、『プチプチ☆プーチ』など。
現在は、「小学二年生」で、そのだかずみ名義で読者ページ『ショー二付属おたより学園』を担当している。
なお、雑誌の出版元はすべて小学館である。

## 作品リスト

### 連載
- プチプチ☆プーチ（2002年ちゃお4月号 - 10月号）
- ブラボー!乙女塾（2004年flowers1月号 - ）

### 読みきり
- 信じる者はすくっちゃおう!（1998年ちゃおDX夏号）
- 恋するマフラー（1999年ちゃおDX冬号）
- ゴーゴーフラワーズ（1999年ちゃおDX春号）
- 愛がなくちゃね!（1999年ちゃおDX夏号）
- ディア♥マイ バレンタイン（2000年ちゃお2月号）
- オヤマダファミリープロジェクト（2000年ちゃおDX春号）
- リトルフラワー（2000年ちゃおDX秋号）
- ファミリー☆ラブパニック（2002年ちゃおDX秋号）
- みんな恋してるっ!?（2003年ちゃお2月号別冊）
- オヤジが守護霊!?（2003年ちゃおDX春号）
- おまねき♡LOVE CAT（2003年ちゃおDX夏号）
- レンタツ☆a go! go!（2004年ちゃおDX初夏号）
- まりえ*フラワーウェディング（2005年ちゃおDX夏号）